# Nokia C1-01
Nokia C1-01 este un telefon Nokia care a fost anunțat în iunie 2011.
Are un port micro USB și un slot micro SD care suportă carduri de până la 32GB. În partea de sus este o mufă audio de 3.5 mm.
C1-01 sunt completate de prezența unui radio FM RDS cu facilitatea de înregistrare și stereo Bluetooth.
Camera foto este de VGA care suportă rezoluția maximă 600x480 pixeli și camera video poate filma la 128 x 96 pixeli la 10fps.